# Mohamed Gueddiche
Mohamed Gueddiche (arabe : محمد قديش), né le 25 juillet 1942 à Hammamet et mort le 21 août 2020, est un universitaire et médecin tunisien.
Il a été ministre-conseiller auprès du président Zine el-Abidine Ben Ali pour la santé et l'environnement.

## Biographie
Mohamed Gueddiche suit ses études primaires à Hammamet avant de partir pour Tunis afin de poursuivre ses études secondaires au lycée Alaoui. Il étudie ensuite la médecine à l'université de Lyon avant de rentrer en Tunisie où il démarre le premier service de cardiologie à l'hôpital militaire de Tunis.
Médecin militaire de carrière, professeur émérite en cardiologie à la faculté de médecine de Tunis, il est chef du service de cardiologie à l'hôpital militaire de Tunis puis occupe le poste de directeur de cet hôpital. Directeur et membre-fondateur de la Revue tunisienne de la santé militaire, il est également président du Comité national olympique tunisien de 2002 à 2004 et membre fondateur de la Société tunisienne des sciences médicales,. 
Médecin du président Habib Bourguiba, il est ensuite le médecin particulier de son successeur, le président Zine el-Abidine Ben Ali, jusqu'à la chute de ce dernier. Général de division dans l'armée tunisienne (médecine militaire), il a développé la cardiologie dans les hôpitaux tunisiens en lançant des projets de coopération bilatérale avec des pays arabes, africains et européens,.
Il meurt le 21 août 2020,.

### Vie privée
Mohamed Gueddiche est marié et père de quatre enfants.

## Distinctions

### Décorations nationales
- Grand-officier de l'ordre de la République tunisienne (Tunisie)[11] ;
- Grand-cordon de l'ordre national du Mérite (Tunisie)[11] ;
- Grand-cordon de l'ordre du 7-Novembre (Tunisie)[11].

### Décorations étrangères
- Commandeur de la Légion d'honneur (France)[11] ;
- Commandeur de l'ordre des Palmes académiques (France)[11] ;
- Commandeur de l'ordre du Mérite de la République italienne (Italie)[11] ;
- Commandeur de l'ordre du Ouissam alaouite (Maroc)[11] ;
- Grand-officier de l'ordre de l'Infant Dom Henri (Portugal)[12] ;
- Commandeur de l'ordre de l'Étoile de Roumanie (Roumanie)[11].